# Aurora Sanseverino

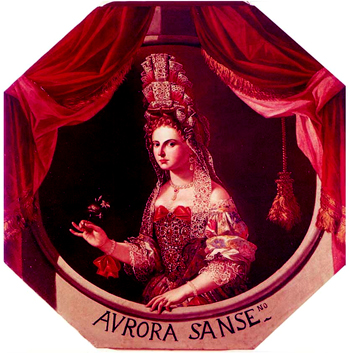
Aurora Sanseverino retratada por Francesco Solimena

Aurora Sanseverino Gaetani (Grumento Nova, 28 de abril de 1669 - Piedimonte Matese, 2 de julio de 1726), duquesa de Laurenzana, fue una célebre aristócrata italiana, conocida como mecenas de las artes. Fue, asimismo, cantante, compositora y poeta. El crítico literario Giacinto Gimma, consideró a la duquesa «una de las damas más cultas del siglo».
Fue académica de la Accademia degli Spensierati y de la Accademia dell' Arcadia. En 1703, la duquesa y su segundo marido establecieron un sucursal local de esta última institución, la Colonia Sebezia dell' Arcadi, que contó con Giambattista Vico de entre sus miembros.
En el teatro construido en su Palazzo Gaetano de Piedimonte Matese, cerca de Caserta, se estrenó la cantata Aci, Galatea e Polifemo (HWV 72) de Georg Friedrich Händel en 1708 y la serenata La Gloria di Primavera (1716), de Alessandro Scarlatti, dedicada al nacimiento del Leopoldo, el primogénito de Carlos VI e Isabel Cristina y considerada una de las mejores obras del compositor.
En 1712, encargó a Paolo de Matteis dos obras, Annunciazione y La adoración de los pastores, consideradas entre las mejores obras del artista.